# Viktor Getmanov
Viktor Pavlovič Getmanov (in russo Виктор Павлович Гетманов?; Leselidze, 5 marzo 1940 – Rostov sul Don, 23 aprile 1995) è stato un calciatore sovietico, di ruolo difensore.